# موتامبارا
موتامبارا هي مدينة تقع في جنوب غرب بوروندي في مقاطعة بوروري. تقع على ضفاف بحيرة تنجانيقا، إلى الشمال من نيانزا لاك وجنوب غرب بوروري.